# Eagar, Arizona
Eagar je gradić u američkoj saveznoj državi Arizona. Prema popisu stanovništva iz 2010. u njemu je živjelo 4,885 stanovnika.